# Мендьета, Ана
Ана Мария Мендьета (исп. Ana Mendieta; 18 ноября 1948, Гавана, Куба — 8 сентября 1985, Нью-Йорк, штат Нью-Йорк, США) — американская художница кубинского происхождения.

## Детство и образование

### Детство
Ана Мендьета родилась 18 ноября 1948 года в Гаване, Куба. Её семья была известна общественной и политической деятельностью на Кубе. Её отец, Игнасио Мендьета, был одним из первых сторонников Фиделя Кастро и его Кубинской революции, но стал противником, когда его попросили отказаться от своей католической веры и вступить в Коммунистическую партию. Когда он узнал, что две его дочери, одиннадцатилетняя Ана и пятнадцатилетняя Ракелин, приняли участие в секретных действиях против режима, он отправил их 11 сентября 1961 года при поддержке Операции «Питер Пэн» и Архиепархии Майами в Соединённые Штаты. Сёстры оказались среди 14 000 детей, которые самостоятельно иммигрировали в США в 1961 году. Сёстры провели свои первые недели в лагерях беженцев, прежде чем переезжать между несколькими детскими домами и приёмными семьями по всей Айове. Три недели спустя, через агентство католической благотворительной сети, сестёр отправили сначала в дом в городе Дабек, штат Айова, где они росли в разных приёмных семьях и посещали школу-интернат. Другие авторы утверждают, что две сестры были в разных приёмных семьях только в течение пяти лет. Первые два года Мендьеты в Соединённых Штатах состояли в постоянном перемещении с места на место. Сестры могли оставаться вместе в течение этого времени благодаря доверенности, подписанной их родителями, которая обязывала их не разлучаться.
В 1965 году Ингацио Мендьета был приговорён к 20 годам тюремного заключения. Его обвинили в сотрудничестве с ЦРУ в преддверии кризиса на Кубе и участии в Операции в бухте Кочинос. В следующем году её мать Ракель Мендьета и младший брат Игнасио смогли покинуть Кубу на одном из самолётов Freedom Flights. Они поселились возле Сидар-Рапидс, штат Айова, рядом с сёстрами; отец присоединился к ним в 1979 году, проведя 18 лет в политической тюрьме на Кубе.

### Образование
На Кубе Мендьета выросла как ребёнок из среднего класса. Она посещала католическую частную школу для девочек. Когда её вместе с сестрой отправили в Айову, они были зачислены в исправительную школу для трудных подростков, потому что суд хотел избежать отправки их в государственное учреждение. Когда Мендьета изучала английский в школе, её словарный запас был очень ограничен. В средней школе она обнаружила любовь к искусству.
В 1965 году Ана Мендьета окончила школу и начала учиться в Briar Cliff University в Су-Сити, но в 1967 году перевелась в Университет штата Айова, где изучала культуру и искусство коренных народов США. В 1970 году она начала обучение живописи в аспирантуре. В это время она познакомилась с художником Хансом Бредером, который был профессором в её университете, с которым она впоследствии завязала профессиональные и романтические отношения до лета 1980 года. Бредер создал учебную программу Intermedia Program в 1970 году и стал одним из основателей университетского Центра новых исполнительских искусств (Center for New Performing Arts; CNPA). Мендиета выступала в качестве модели Бредера и участвовала в семинарах CNPA Роберта Уилсона. Так она поучаствовала в постановках Handbill и Deafman Glance. 1971 году она отправилась в Мексику, где закончила летний курс по археологии. В 1972 году Мендьета получила степень бакалавра искусств, мастера искусств в области живописи и мастера изобразительных искусств в области Intermedia, но впоследствии отказалась от живописи. Вместо этого она обратилась к перфомансу и смешанной технике. Она говорила, что столкнулась с большой дискриминацией в художественной школе. После аспирантуры Мендьета переехала в Нью-Йорк.
Во время учёбы Мендьета вступила в контакт с художественным авангардом 1970-х годов, благодаря которому познакомилась с художественными движениями, такими как венский акционизм. В это время её работа была сосредоточена на крови и насилии над женщинами. Также у неё развился интерес к духовным и религиозным вещам, и примитивным ритуалам.

## Творчество
Её первая выставка состоялась в 1971 году в Университете Айовы. С 1972 года обратилась к перформансу и медиальному искусству, активно использовала фотографию. Сквозная тема её политически-заостренных, шокирующих работ, нередко с использованием крови животных, — насилие, чаще всего над женщиной. Наряду с боди-артом (1972—1978) занималась лэнд-артом (1973—1980), создавая отпечатки тел (силуэты) в различных природных средах — камне, глине, песке.

## Личная жизнь
В 1985 году вышла замуж за скульптора-минималиста Карла Андре.

## Гибель
Через 8 месяцев после свадьбы с Карлом Андре, ранним утром 8 сентября 1985 года художница выпала из окна совместной с мужем квартиры, расположенной на 34-м этаже дома в Гринвич-Виллидж, Нью-Йорк («вышла в окно», «went out of the window», как сказал Андре, позвонивший по телефону службы 911). Обстоятельства трагедии описаны в книге 1990 года «Naked by the Window» писателя, мастера журналистских расследований, Роберта Каца (англ. Robert Katz, 1933—2010). Подозрения пали на мужа, но в 1988 его полностью оправдали, и смерть художницы была расценена как самоубийство.

## Избранные работы (серии)
- Facial Variation Cosmetic (1972)
- Arbol de la vida
- Silhouettes (1973—1980)

## Признание и наследие
В 1983 получила Римскую премию.
Настенную инсталляцию Ане Мендьета посвятила Нэнси Сперо (1991). Стихотворение её памяти посвятила Нэнси Морехон (2004).
Наследием художницы распоряжается нью-йоркская галерея Lelong.